# Snoekforellen
Snoekforellen (Galaxiidae) zijn een familie van straalvinnige vissen uit de orde Galaxiiformes.

## Geslachten
- Aplochiton Jenyns, 1842
- Brachygalaxias C. H. Eigenmann, 1928
- Galaxias G. Cuvier, 1816
- Galaxiella McDowall, 1978
- Lovettia McCulloch, 1915
- Neochanna Günther, 1867
- Paragalaxias E. O. G. Scott, 1935